# La pescuit în deșert
La pescuit în deșert este un film britanic de comedie romantică din 2011, regizat de Lasse Hallström, cu Ewan McGregor, Emily Blunt, Kristin Scott Thomas și Amr Waked în roluri principale. Bazat pe romanul omonim al lui Paul Torday din 2007 și scenariul lui Simon Beaufoy, filmul este despre un expert în domeniul pescuitului, care este recrutat de un consultant pentru a-l ajuta la realizarea unei viziuni a șeicului de a aduce sportul pescuitului în deșertul Yemen.  Filmul a fost turnat în Londra, Scoția și Maroc, în perioada august-octombrie 2010.  A avut premiera la Festivalul Internațional de Film Toronto din 2011.  Filmul a primit în general recenzii pozitive la lansarea sa  și a câștigat peste 34 de milioane de dolari în venituri din întreaga lume.

## Sinopsis
Expertul în domeniul pescuitului Alfred Jones ( Ewan McGregor ) primește un e-mail de consilierul financiar Harriet Chetwode-Talbot (Emily Blunt), care caută un sfaturi cu privire la un proiect de a aduce pescuitul de somon în Yemen — proiect finanțat de un șeic yemenit bogat și susținut de Ministerul de Externe și al Commonwealth. Alfred respinge proiectul ca fiind „fundamental imposibil de realizat” deoarece Yemenul nu poate oferi mediul necesar pentru somon. Între timp, secretarul de presă al premierului britanic Patricia Maxwell (Kristin Scott Thomas) sugerează biroului primului ministru că povestea despre pescuitul de somon este o poveste pozitivă care poate contribui la îmbunătățirea relațiilor dintre Marea Britanie și lumea islamică. 
Alfred se întâlnește cu Harriet pentru a discuta despre proiect, dar, în ciuda faptului că Harriet îi tot corectează prejudecățile despre mediul din Yemen, Alfred este convins că proiectul este imposibil. Șeful lui Alfred, sub presiune din partea prim-ministrului, îl forțează pe Alfred să accepte participarea la proiect. Alfred preferă să demisioneze decât să-și distrugă reputația în comunitatea științifică, dar este convins de soția sa că au nevoie de această sursă de venit și de pensie. 
După ce soția lui acceptă un rol în Geneva, Alfred se dedică proiectului de somon. Deși foarte timid, îi place să lucreze cu Harriet și încep să progreseze în proiect. Entuziasmul lor este întrerupt atunci când Harriet află că noul ei iubit, căpitanul Robert Meyers (Tom Mison) al forțelor speciale britanice, lipsește în acțiune. Devastată, Harriet se retrage în apartamentul ei. Când Alfred o vizitează, ea se supără, crezând că acesta vrea doar ca ea să se întoarcă la muncă, dar ulterior realizează că el a venit să o consoleze și se îmbrățișațează.
Între timp, șeicul continuă să lucreze, în ciuda radicalilor care îl acuză că aduce Occidentul în cultura lor. În plus, Patricia îl informează pe șeic că, din cauza opoziției pentru a exporta somonul din râurile britanice, acesta va fi nevoit să folosească somon de crescătorie. Șeicul nu crede că somonul de crescătorie poate supraviețui și respinge oferta lui Patricia, iar astfel guvernul britanic este scos din proiect. Alfred demisionează de la locul său de muncă pentru a continua proiectul.
După o confruntare cu soția sa, în care el își dă seama că mariajul lor este pe final și că este de fapt îndrăgostit de Harriet, Alfred îl convinge pe șeic să reia proiectul somonului. În timpul unei partide de pescuit, un rebel yemenit încearcă să-l asasineze pe șeic, dar acesta este salvat de către Alfred. În Yemen, Harriet și Alfred continuă să se apropie din ce în ce mai mult.
Peștii sunt eliberați din tancurile lor de exploatație și înoată în amonte, semn că proiectul a avut succes.  Dar teroriștii intră în barajul din amonte și deschid porțile, inundând valea. Șeicul se învinovățește pentru tragedie și promite să reconstruiască - de această dată cu sprijinul comunității locale. 
A doua zi, în timp ce Harriet se pregătește să plece împreună cu Robert, se apropie de Alfred să-și ia rămas bun. Dar atunci ei văd un somon sărind din apă, ceea ce înseamnă că unii pești au supraviețuit atacului terorist. Alfred îi spune lui Harriet că va rămâne în Yemen și îi va ajuta să reconstruiască. Harriet întreabă dacă nu cumva va avea nevoie de un partener. Alfred realizează că vorbește despre ea însăși, se îmbrățișează și apoi se țin de mână în timp ce privesc peste râu.

## Distribuție
- Ewan McGregor ca Alfred „Fred” Jones
- Emily Blunt ca Harriet Chetwode-Talbot
- Kristin Scott Thomas ca Patricia Maxwell
- Amr Waked ca Șeicul Muhammed bin Zaidi bani Tihama
- Rachael Stirling ca Mary Jones
- Catherine Steadman ca Ashley
- Tom Mison ca Robert Mayers
- Hugh Simon ca Ministrul de Externe
- Conleth Hill ca Bernard Sugden
- Tom Beard ca Peter Maxwell
- Steven Blake ca Ministru
- Nayef Rashed ca Membru al Rebelilor
- Waleed Akhtar ca Essad
- Pippa Andre ca Intern
- Simone Liebman ca Turist
- Colin Kilkelly ca Jurnalist
- James Cutting ca Jurnalist
- Wadah Almaqtari ca Membru al tribului
- Mohammed Awadh ca Membru al tribului
- Hamza Saeed ca Membru al tribului
- Wail Hajar ca Membru al tribului
- Hamish Gray ca Malcolm
- Abdul Alhumikani ca Membru al tribului